# Pentaphragma tenuiflorum
Pentaphragma tenuiflorum är en tvåhjärtbladig växtart som beskrevs av Airy Shaw. Pentaphragma tenuiflorum ingår i släktet Pentaphragma och familjen Pentaphragmataceae. Inga underarter finns listade i Catalogue of Life.